# Thomas William Webb
Thomas William Webb (14 de diciembre de 1807-19 de mayo de 1885) fue un clérigo y astrónomo inglés, autor de un manual de astronomía que se convirtió en una obra de referencia para los astrónomos aficionados durante décadas.

## Semblanza
Algunas fuentes sugieren que Webb nació en 1806. Fue el único hijo de John Webb, también clérigo. Su madre murió mientras Thomas era un niño, por lo que fue criado y educado por su padre.
Estudió en la Universidad de Oxford, donde ingresó en el Magdalen College. En 1829 fue ordenado clérigo de la iglesia anglicana. Se casó con Henrietta Montague en 1843 (hija de Mr. Arthur Wyatt de Monmouth), que murió el 7 de septiembre de 1884. Un año después murió Thomas, el 19 de mayo de 1885.
Escribió el libro de éxito Celestial Objects for Common Telescopes 1859, cuya publicación continuó y amplió su colega Thomas Espin. Esta obra se convirtió durante décadas en un libro de referencia para astrónomos aficionados, constituyendo una excelente guía tanto para el aprendizaje del manejo de pequeños telescopios, como de los puntos más interesantes del firmamento para ser observados.

## Eponimia
- El cráter lunar Webb lleva este nombre en su memoria.[2]
- El asteroide (3041) Webb también conmemora su nombre.[3]